# كارولين هاريسون
كارولين هاريسون (بالإنجليزية: Caroline Harrison) ولدت في ( 1 أكتوبر 1832م - وتوفيت في 25 أكتوبر 1892م )، زوجة رئيس الولايات المتحدة الثالث والعشرين بنجامين هاريسون، والسيدة الأولى للولايات المتحدة الأمريكية من 1889 حتى 1892.